# Pedeslohor (Adiwerna)
Pedeslohor is een bestuurslaag in het regentschap Tegal van de provincie Midden-Java, Indonesië. Pedeslohor telt 3983 inwoners (volkstelling 2010).